# Lintjärnarna (Undersåkers socken, Jämtland, 700104-135621)
Lintjärnarna är en sjö i Åre kommun i Jämtland och ingår i Indalsälvens huvudavrinningsområde. Lintjärnarna ligger i Vålådalen Natura 2000-område.